# Paul R. Tregurtha
Paul R. Tregurtha je loď pro přepravu sypkého nákladu plavící se po Velkých jezerech. Uvedena do služby byla v roce 1981 pod jménem William J. De Lancey a s délkou 308,9 m se stala držitelkou neoficiálního titulu „královna jezer“ (anglicky Queen of the Lakes) pro nejdelší loď provozovanou na Velkých jezerech.

## Stavba
Stavbu lodi si objednala společnost Interlake Steamship Company, její kýl byl položen 12. července 1979. Přední část lodi byla postavena v doku loděnice American Ship Building Company v Toledu a následně dopravena do doku v Lorain, kde byla spojena se zadní částí. Spuštění na vodu trupu č. 909 proběhlo 4. února 1981 a 10. května téhož roku byla loď pokřtěna William J. De Lancey, na počest předsedy oceláren Republic Steel, pro které měla zajišťovat přepravu železné rudy.
Délka 308,9 m loď řadí do skupiny 13 jezerních lodí delších než 1000 stop. Maximální šířka je 32 m a letní ponor 9,17 m. Pět nákladových prostorů dohromady pojme až 69 000 tun železné rudy nebo 64 600 tun uhlí. Samovýsypný systém se vzadu umístěným 79 m dlouhým otočným ramenem umožňuje loď vykládat rychlostí až 10 000 tun rudy za hodinu. Dvojici lodních šroubů o průměru 5,33 m se stavitelnými lopatkami poháněly původně přes redukční převodovky dva šestnáctiválcové dieselové motory Colt-Pielstick o celkovém výkonu 12 760 kW. Na přídi je umístěno dokormidlovací zařízení o výkonu 1100 kW. Na lodi se nachází také kajuty pro význačné hosty.

## Služba
William J. De Lancey se na svou panenskou plavbu vydala 10. května 1981. V roce 1990 byla loď překřtěna Paul R. Tregurtha na počest místopředsedy společnosti Interlake Steamship. V období mezi plavebními sezónami 2009 a 2010 prošla rekonstrukcí, během které byly její původní motory nahrazeny dvěma šestiválcovými motory MaK M43C o stejném výkonu. Mezi sezónami 2017 a 2018 byla vybavena systémem mokré vypírky spalin s využitím hydroxidu sodného, účelem systému je snížit emise síry a pevných částic.
Loď během své kariéry několikrát najela na mělčinu. 15. srpna 2012 s nákladem uhlí najela na mělčinu v kanálu West Neebish na řece svaté Marie a zablokovala jej, vyprostit se ji za asistence dvou remorkérů podařilo až o den později.